# Руфат Ефенди
Руфат Ефенди (Руфат Хафъз или Афуз Хасанов) е български общественик, четвърти кмет на Бургас.

## Биография
Руфат Ефенди е последният османиски реиз (капитан) на Бургаското пристанище. Той спомага за спасяването на населението на Бургас от черкезките кланета в околността (Българово и Долно Езерово) през зимата на 1877/78 година.
След Освобождението Руфат Ефенди е председател–кмет на Бургас в периода 1 юли 1883 година – 3 март 1884 година, а на изборите на 8 май 1883 година е избран за помощник-кмет. Според устройствения план от 1880 година Руфат Ефенди е имал каменна къща на улица Богориди.